# Altin Haxhi
Altin Haxhi est un footballeur international albanais né le 17 juin 1975 à Gjirokastër.
Il a joué à de nombreuses reprises avec l'équipe d'Albanie (67 sélections et 3 buts entre 1995 et 2009, ce qui en fait le 5e joueur le plus appelé en équipe d’Albanie).

## Clubs successifs
- 1994-1996 : KS Luftëtari Gjirokastër  Albanie
- 1996-1998 : Panachaïkí  Grèce
- 1998-2000 : PFC Litex Lovetch  Bulgarie
- 2000-2003 : Iraklis Thessalonique  Grèce
- 2003-2004 : CSKA Sofia  Bulgarie
- 2004-2005 : Apollon Kalamarias  Grèce
- 2005-2006 : Anorthosis Famagouste  Chypre
- 2006-2007 : PAE Ergotelis Héraklion  Grèce
- 2007-2010: APOEL Nicosie  Chypre